# هایک تیریاکیان
هایک "هراچ" تیریاکیان (انگلیسی: Haig "Hrach" Tiriakian; زاده ۱۸۷۱ - درگذشته ۱۹۱۵) سیاست‌مدار ارمنی‌تبار اهل امپراتوری عثمانی و عضو مجلس ملی ارمنیان بود. وی در جریان نسل‌کشی ارمنی‌ها توسط حکومت ترکان جوان عثمانی کشته شد.
در سال ۱۸۹۳ وی به نانسی نقل مکان نمود جایی که وی تا سال ۱۸۹۶ تحقیقات کشاورزی را آموزش دید.